# Dan Hardy
Dan Hardy (Nottingham, 17 de maio de 1982) é um lutador de MMA inglês que compete na categoria meio-médio. É profissional no MMA desde 2004, e já competiu em eventos como o Cage Force e o Cage Warriors antes de assinar com Ultimate Fighting Championship em 2008, evento em disputou o cinturão da categoria meio-médio contra o canadense Georges St. Pierre no UFC 111.

## Carreira nas artes marciais misturadas

### Ultimate Fighting Championship
Hardy derrotou Akihiro Gono por decisão dividida em sua estréia no UFC em UFC 89. Gono ficou inchado e sangrando por vários dos ganchos de esquerda de Hardy. No terceiro round, Gono empurrou Hardy para a tela e deu uma joelhada ilegal na cabeça no lutador caído fazendo com que a luta fosse paralisada por um longo período e um desconto de pontos para Gono. Hardy recuperou e ganhou por decisão dividida. Os juízes viram a luta 29-28 (duas vezes) para Hardy e 29-28 para Gono.
Dan Hardy bateu Rory Markham em UFC 95 no primeiro round (01:09) por KO com um gancho de esquerda.
Dan Hardy encarou Marcus Davis em UFC 99 em 13 de junho de 2009. O rancor entre os dois homens começou quando o irlandesa-american Davis lutou no Reino Unido contra os combatentes locais e derrotá-los todos de uma forma dominante. Hardy declarou que o Reino Unido era a sua casa e ele não queria Davis em que, construindo uma base de fãs. Começou a ficar pessoal quando Hardy começou abertamente Davis insultar chamando-o de falso Irlandês e afirmando que o site de Davis "parecia um presente de St. Patrick no dia loja explodiu", depois, em um site MMA do Reino Unido, Hardy encorajou os fãs a postar fotos de photoshop de Davis em de forma homossexual. Isso levou Davis a enfrentar Hardy em uma conferência de imprensa do UFC 99. Os dois continuaram a discutir, mas finalmente concordou em resolvê-lo no octagon. Após uma guerra de três rounds, os juízes concedeu a Dan Hardy na decisão dividida. Marcus Davis saiu da gaiola ignorando tentativas de Hardy para fazer as pazes. Davis depois disse aos repórteres que queriam uma revanche com o Hardy na Irlanda ou Boston, citando que não concordava com a decisão. Hardy insistiu em sua entrevista pós-luta com Davis (e depois do evento para os fãs) que todos controvérsia foi um esforço para obter Davis fora de seu plano de jogo e nada pessoal.

### Aspirações de Título
Em 14 de novembro de 2009 no UFC 105, ele enfrentou Mike Swick, que substituiu um lesionado Dong Hyun Kim. Na conferência de imprensa em Manchester, foi revelado que o vencedor de sua luta conseguir um título contra Georges St-Pierre. Hardy foi o azarão entrando na luta, mas conseguiu balançar Swick no início do primeiro round com uma mão direita reta que apareceu amolgar confiança do norte-americano, Swick parecia estar desconfortável posição de igual para igual com o inglês e Hardy passou a balançá-lo novamente nas rounds 2 e 3. Hardy venceu a luta por decisão unânime e reservou o seu lugar como o 1 contender para título de Welterweight de GSP. Ao ser agraciado com a luta do título, Hardy se tornou o primeiro lutador na história do UFC Inglês para receber um. O presidente do UFC Dana White confirmou na conferência de imprensa pós-luta que a luta seria mais provável ser realizada em Las Vegas. Dan declarou em uma entrevista pós-luta com Sherdog.com que o próximo evento em Las Vegas (UFC 109) em fevereiro foi um pouco cedo para ele e seria muito melhor esperar. Hardy foi então programado para enfrentar Georges St-Pierre para o título welterweight em 27 de março, 2010 at UFC 111, em Newark, New Jersey. Durante a luta St-Pierre foi capaz de levar Hardy para baixo na vontade, controlando-o. St-Pierre também foi capaz de garantir um armlock apertado e kimura nos primeiros rounds e quarto, com Hardy se recusasse a tocar apesar do risco de seu braço que está sendo quebrado. St-Pierre defendeu seu título em uma decisão unânime depois de 5 rodadas (50-43, 50-44, 50-45) e após a luta declarou sua surpresa, que Hardy se recusou a tocar.

### Luta Pós-título
Hardy enfrentou Carlos Condit em 16 de outubro, 2010 no UFC 120. Durante uma troca no final do primeiro round, Hardy levou um gancho de esquerda forte por Condit. Condit seguiu com mais dois socos no chão, fazendo com que o árbitro a parar a luta em 4:27 no primeiro round e dando Hardy sua primeira derrota por nocaute.
Hardy enfrentou Anthony Johnson em 26 de março de 2011, UFC Fight Night 24, onde Hardy perdeu a luta por decisão unânime, sendo dominado no chão por todos os três rounds. Hardy enfrentou Chris Lytle em 14 de agosto de 2011, UFC on Versus 5. Ele perdeu a luta via guilhotina no terceiro round, em uma luta que ganhou Luta da Noite. Lorenzo Fertitta citado no entanto, ele não vai cortar Hardy depois de suas recentes derrotas consecutivas (no momento), porque ele disse: "Eu não estou cortando Dan Hardy. Gosto de caras que vão lá fora e ter coração incrível, bem como grandes guerras, luta após luta! ".
Hardy enfrentou Duane Ludwig em 26 de maio de 2012 no UFC 146, Hardy venceu por Nocaute Técnico, no primeiro round Hardy acertou um soco e o adversário sofreu um knockdown, Hardy foi para cima e soltou cotoveladas até o árbitro interromper a luta.
Hardy enfrentou Amir Sadollah em 29 de setembro de 2012 no UFC on Fuel TV: Struve vs. Miocic, após dominar os três rounds da luta, Hardy venceu por Decisão Unânime.

## Vida pessoal
Hardy é fã de punk, metal e música hardcore. Suas bandas de hardcore favoritos incluem Earth Crisis, Madball, e Blood for Blood. Sua música de abertura é "A Inglaterra me pertence" pelos britânicos Oi! banda Cock Sparrer, e ele e a banda gravaram uma versão da canção juntos.
Ele tem paixão por artes, raramente passa um dia sem um bloco de desenho em sua bolsa. Até aos 22 anos ele cursou licenciatura em arte e design na Nottingham Trent University, após esse período passou a se dedicar para o MMA em tempo integral. Dan é também uma fã do Nottingham panteras e hóquei no gelo.

## Condição médica
Em 2013, Hardy foi diagnosticado com síndrome de Wolff-Parkinson-White . Um tratamento para a síndrome de Wolff-Parkinson-White é a ablação, cauterização do tecido cardíaco para corrigir a questão da via elétrica, porém Hardy se recusou a ter esse tratamento com base em que a condição nunca lhe deu problemas. A partir de novembro de 2013, ele estava esperando para ver se ele seria liberado para lutar apesar de sua condição médica, no entanto, a partir de novembro de 2016, Hardy ainda não foi autorizado a lutar de novo. Hardy foi oferecido uma posição de não-luta dentro do UFC, enquanto a gravidade da condição e sua futura carreira de luta são estabelecidas.  Ele atuou como comentarista dos eventos do Fight Pass do UFC, e trabalha como analista da Fox Sports.
Em agosto de 2017, Hardy se juntou ao Sky Sports como analista da Floyd Mayweather vs. Conor McGregor .
Hardy vive na Inglaterra e em Las Vegas com sua noiva americana, Elizabeth.

## Campeonatos e realizações

### Artes Marciais Misturadas
- Ultimate Fighting Championship
  - Luta da Noite (um vez)
- Cage Warriors Fighting Championship
  - Campeão Light Welterweight do Cage Warriors (uma vez)
  - Campeão Welterweight do Cage Warriors (uma vez)

## Cartel no MMA
| Cartel no MMA       |             |             |
| 36 lutas            | 25 vitórias | 10 derrotas |
| Por nocaute         | 15          | 1           |
| Por finalização     | 1           | 4           |
| Por decisão         | 9           | 4           |
| Por desqualificação | 0           | 1           |
| No contest          | 1           | 1           |

| Res.    | Cartel    | Oponente          | Método                          | Evento                              | Data                    | Round | Tempo | Local                | Notas                                   |
| ------- | --------- | ----------------- | ------------------------------- | ----------------------------------- | ----------------------- | ----- | ----- | -------------------- | --------------------------------------- |
| Vitória | 25-10 (1) | Amir Sadollah     | Decisão (unânime)               | UFC on Fuel TV: Struve vs. Miocic   | 29 de setembro de 2012  | 3     | 5:00  | Nottingham           |                                         |
| Vitória | 24-10 (1) | Duane Ludwig      | TKO (soco e cotoveladas)        | UFC 146: Dos Santos vs. Mir         | 26 de maio de 2012      | 1     | 3:51  | Las Vegas, Nevada    |                                         |
| Derrota | 23-10 (1) | Chris Lytle       | Submissão (guilhotina)          | UFC Live: Hardy vs. Lytle           | 14 de agosto de 2011    | 3     | 4:16  | Milwaukee, Wisconsin | Luta da Noite.                          |
| Derrota | 23-9 (1)  | Anthony Johnson   | Decisão (unânime)               | UFC Fight Night: Nogueira vs. Davis | 26 de março de 2011     | 3     | 5:00  | Seattle, Washington  |                                         |
| Derrota | 23-8 (1)  | Carlos Condit     | KO (socos)                      | UFC 120                             | 16 de outubro de 2010   | 1     | 4:27  | Londres              |                                         |
| Derrota | 23-7 (1)  | Georges St-Pierre | Decisão (unânime)               | UFC 111                             | 27 de março de 2010     | 5     | 5:00  | Newark, New Jersey   | Pelo Cinturão Meio Médio do UFC.        |
| Vitória | 23-6 (1)  | Mike Swick        | Decisão (unânime)               | UFC 105                             | 14 de novembro de 2009  | 3     | 5:00  | Manchester           | Desafiante n°1 pelo título do UFC       |
| Vitória | 22-6 (1)  | Marcus Davis      | Decisão (dividida)              | UFC 99                              | 13 de junho de 2009     | 3     | 5:00  | Colônia              |                                         |
| Vitória | 21-6 (1)  | Rory Markham      | KO (soco)                       | UFC 95                              | 21 de fevereiro de 2009 | 1     | 1:09  | Londres              |                                         |
| Vitória | 20-6 (1)  | Akihiro Gono      | Decisão (dividida)              | UFC 89                              | 18 de outubro de 2008   | 3     | 5:00  | Birmingham           |                                         |
| Vitória | 19-6 (1)  | Daniel Weichel    | TKO (cotoveladas)               | UF: Punishment                      | 3 de maio de 2008       | 2     | N/A   | Doncaster            |                                         |
| Vitória | 18-6 (1)  | Chad Reiner       | TKO (socos)                     | CWFC: Enter the Rough House 6       | 19 de abril de 2008     | 3     | 2:10  | Nottingham           |                                         |
| Vitória | 17-6 (1)  | Manuel Garcia     | Submissão (socos)               | CWFC: Enter The Rough House 5       | 8 de dezembro de 2007   | 1     | 2:21  | Nottingham           |                                         |
| Derrota | 16-6 (1)  | Yoshiyuki Yoshida | DQ (chute na virilha acidental) | GCM: Cage Force 5                   | 1 de dezembro de 2007   | 2     | 0:04  | Tokyo                |                                         |
| Vitória | 16-5 (1)  | Hidetaka Monma    | TKO (interrupção do corner)     | GCM: Cage Force 4                   | 8 de setembro de 2007   | 3     | 0:29  | Tokyo                |                                         |
| Vitória | 15-5 (1)  | Daizo Ishige      | Decisão (unânime)               | GCM: Cage Force EX Eastern Bound    | 27 de maio de 2007      | 3     | 5:00  | Tokyo                |                                         |
| Vitória | 14-5 (1)  | Willy Ni          | Submissão (guilhotina)          | CWFC: Enter The Rough House 2       | 28 de abril de 2007     | 2     | 0:39  | Nottingham           |                                         |
| Vitória | 13-5 (1)  | Alexandre Izidro  | TKO (socos)                     | CWFC: Enter The Rough House         | 9 de dezembro de 2006   | 3     | 4:56  | Nottingham           |                                         |
| Vitória | 12-5 (1)  | Danny Rushton     | TKO (aposentadoria)             | CWFC: Showdown                      | 16 de setembro de 2006  | 1     | 5:00  | Sheffield            |                                         |
| Derrota | 11-5 (1)  | David Baron       | Decisão                         | 2H2H: Road to Japan                 | 18 de junho de 2006     | 2     | 3:00  | Holland              |                                         |
| Derrota | 11-4 (1)  | Forrest Petz      | Decisão (unânime)               | Fightfest 2                         | 14 de abril de 2006     | 3     | 5:00  | Canton, Ohio         |                                         |
| Vitória | 11-3 (1)  | Diego Gonzalez    | TKO (interrupção médica)        | CWFC: Strike Force 5                | 25 de março de 2006     | 3     | 0:19  | Coventry             |                                         |
| Vitória | 10-3 (1)  | Matt Thorpe       | Decisão (dividida)              | CWFC: Strike Force 4                | 26 de novembro de 2005  | 5     | 5:00  | Coventry             | Para o título vago welterweight do CWFC |
| NC      | 9-3 (1)   | Diego Gonzalez    | No Contest                      | CWFC: Strike Force 3                | 1 de outubro de 2005    | 2     | 1:19  | Coventry             |                                         |
| Vitória | 9-3       | Sami Berik        | Decisão (unânime)               | CWFC: Quest 3                       | 17 de setembro de 2005  | 3     | 5:00  | Sheffield            |                                         |
| Vitória | 8-3       | Lautaro Arborelo  | TKO (socos)                     | CWFC: Strike Force 2                | 16 de julho de 2005     | 3     | 3:52  | Coventry             |                                         |
| Vitória | 7-3       | Alexandre Izidro  | Decisão (unânime)               | KOTC: Warzone                       | 24 de junho de 2005     | 2     | 5:00  | Sheffield            |                                         |
| Vitória | 6-3       | Stuart Barrs      | TKO (socos)                     | UK: Storm                           | 18 de junho de 2005     | 2     | 2:44  | Birmingham           |                                         |
| Derrota | 5-3       | David Baron       | Submissão (triângulo)           | CWFC: Strike Force                  | 21 de maio de 2005      | 2     | 3:10  | Coventry             |                                         |
| Vitória | 5-2       | Andy Walker       | TKO (socos)                     | CWFC: Quest 1                       | 8 de abril de 2005      | 1     | 3:26  | Yorkshire            |                                         |
| Vitória | 4-2       | Lee Doski         | Submissão (lesão)               | Fight Club UK 1                     | 29 de janeiro de 2005   | 2     | N/A   | Sheffield            |                                         |
| Vitória | 3-2       | Aaron Barrow      | KO (chute na cabeça e socos)    | CWFC 9: Xtreme Xmas                 | 18 de dezembro de 2004  | 1     | 0:13  | Sheffield            |                                         |
| Derrota | 2-2       | Pat Healy         | Submissão (guilhotina)          | Absolute Fighting Championships 10  | 30 de outubro de 2004   | 1     | 3:50  | Fort Lauderdale      |                                         |
| Vitória | 2-1       | Andy Melia        | Submissão (socos)               | CWFC 8: Brutal Force                | 18 de setembro de 2004  | 2     | 3:55  | Sheffield            |                                         |
| Vitória | 1-1       | Paul Jenkins      | Decisão (maioria)               | Full Contact Fight Night 2          | 14 de agosto de 2004    | 3     | 5:00  | Portsmouth           |                                         |
| Derrota | 0-1       | Lee Doski         | Submissão (mata-leão)           | Extreme Brawl 7                     | 6 de junho de 2004      | 2     | 4:59  | Bracknell            |                                         |